# 소금팽창빵
소금팽창빵(--膨脹pão, 영어: salt-rising bread 솔트라이징 브레드[*])은 애팔래치아산맥의 초기 정착민들에 의해 만들어진 밀도가 높은 흰색의 빵이다. 소금팽창빵은 효모가 들어가지 않는 대신 클로스트리디움 퍼프린젠스와 같은 박테리아 균이 발효에 이용된다. 소금팽창빵의 소금 농도는 한조각에 20 밀리그램 정도로 매우 낮다. 소금은 맛을 내는 곳에 이용되지 않고 발효에 이용되어 팽창제 역할을 해 주는데 이는 효모가 자라는 것을 막고 미생물이 자라기 좋은 환경을 제공해주며 효모의 맛보다 좋은 맛을 내기 위해서이다. 빵의 이름에 관해서는 소금이 팽창제 역할을 해주기 때문에 이런 이름이 붙었다는 설이 있으며 딱딱한 돌소금 덩어리에 열을 가한 뒤 돌소금을 적당한 온도 놓아 균을 배양하는 과정 때문에 이 이름이 생겼다는 설도 있다.
소금팽창빵에는 밀가루가 주 재료로 들어가며 우유나 물과 같은 액체와 옥수수, 밀, 감자 등을 섞은 혼합물 또한 들어간다. 이 혼합물은 소금과 함께 발효의 역할을 해 주는데 발효를 하기 전 배양의 시간 또한 필요하다. 배양 온도는 38도에서 45도 정도가 적당하며 시간은 6시간에서 16시간 정도가 좋다. 본격적인 발효는 22도 내외의 실온이나 그 아래의 온도에서 가장 잘 된다.
이 빵의 시작은 불분명하지만 초기 미국 내에서 한 여성 개척자가 만든 빵이 그 시작이라는 것에 많은 사람들이 동의하고 있다. 이 여성 개척자는 최초로 효모 없이 빵을 만드는 방법을 알아낸 사람이기도 하다. 빵이 만들어진 시기는 상업적으로 팔리는 효모가 없던 1860년대로 추정된다. 지금까지도 미국 중부와 동부에 위치한 적은 수의 빵집과 사람들에 의해 솔트 라이징 브레드를 만드는 전통이 쭉 이어져오고 있다. 이 빵은 웨스트버지니아주에서 부분적으로 유명하며 뉴욕주와 펜실베이니아주 서부에서도 이 빵을 찾아볼 수 있다.
클로스트리디움 퍼프린젠스는 소금팽창빵의 중요한 팽창제 중 하나이다. 젖산균과 다른 박테리아들도 때때로 쓰인다. 이는 많은 빵들에 효모와 베이킹파우더, 베이킹 소다가 팽창제로 사용되고 있는 것과는 대조적이다. 소금팽창빵에 사용되는 박테리아들은 인체에 전혀 해를 끼치지 않는 미생물이다.

## 같이 보기
- 소금
- 미국 요리
- 클로스트리디움 퍼프린젠스